# La révolution en Russie
La révolution en Russie je francouzský němý film z roku 1905. Režisérem je Lucien Nonguet (1869–1955). Film trvá zhruba 4 minuty.

## Děj
Film zachycuje rekonstrukci povstání v ruské Oděse v roce 1905. Na palubě ruské bitevní lodi Potěmkin si posádka stěžuje na špatnou kvalitu jídla. Po krátké hádce je velícím důstojníkem zabit námořník Grigorij Vakulenčuk. Na lodi propuká vzpoura a důstojníci jsou hozeni přes palubu. Jeden z důstojníků prosadí mezi námořníky klid a nechá tělo zesnulého vystavit na nábřeží Oděsy, kde se mu přichází poklonit obyvatelé města. Ve městě krátce nato vypukají nepokoje, které se úřady rozhodnou potlačit brutální demonstrací síly. Vládní loď začne ostřelovat město na příkaz důstojníka, který událostem přihlíží z paluby. Ten nejprve uvidí město v plamenech a pak prostřednictvím svého monokuláru rodinu prchající z hořícího domu a skupinu lidí pronásledovaných a obtěžovaných vojáky.